# Droga wojewódzka 558
Die Droga wojewódzka 558 (DW 558) ist eine 17 Kilometer lange Droga wojewódzka (Woiwodschaftsstraße) in der polnischen Woiwodschaft Kujawien-Pommern, die Lipno mit Dyblin verbindet. Die Strecke liegt im Powiat Lipnowski.

## Streckenverlauf
Woiwodschaft Kujawien-Pommern, Powiat Lipnowski
-  Lipno (DK 10, DK 67, DW 557, DW 559)
- Tomaszewo (Thomsfelde)
- Suszewo
- Czerskie Rumunki (Schwarze Räumung/Schwarzen-Räumung)
- Nowa Wieś
- Wielgie
- Bętlewo
- Płonczynek
- Główczyn (Glauenfeld)
-  Dyblin (Dübeln) (DW 562)